# Юрьевка (Снигирёвский район)
Юрьевка (укр. Юр'ївка) — село в Снигирёвском районе Николаевской области Украины.
Основано в 1808 году. Население по переписи 2001 года составляло 841 человек. Почтовый индекс — 57342. Телефонный код — 5162. Занимает площадь 0,42 км².

## Местный совет
57342, Николаевская обл., Снигирёвский р-н, с. Афанасьевка, ул. Ленина, 14